# Kval till Svenska damhockeyligan 2017
Kval till Svenska Damhockeyligan 2017/2018 spelades mellan den 25 februari och den 19 mars 2017. Kvalificerade var segrarna i Damettans fyra regionala grupper samt lag 9 och 10 från SDHL. Lagen möttes i en serie med tio omgångar. De två främsta lagen i serien kvalificerade sig för SDHL säsongen 2017/2018.

## Deltagande lag
Från Damettan deltog Göteborg HC, Färjestad BK, Haninge Anchors HC och IF Björklöven. Från SDHL deltog SDE HF och IF Sundsvall Hockey.

## Poängtabell
| Nr | Lag                | S  | V | ÖV | ÖF | F  | GM | IM | MS  | P  |
| -- | ------------------ | -- | - | -- | -- | -- | -- | -- | --- | -- |
| 1  | Sundsvall Wildcats | 10 | 8 | 1  | 0  | 1  | 51 | 20 | +31 | 26 |
| 2  | SDE HF             | 10 | 6 | 2  | 1  | 1  | 32 | 16 | +16 | 23 |
| 3  | Göteborg HC        | 10 | 6 | 0  | 2  | 2  | 31 | 15 | +16 | 20 |
| 4  | Färjestad BK       | 10 | 4 | 1  | 1  | 4  | 27 | 29 | −2  | 15 |
| 5  | IF Björklöven      | 10 | 2 | 0  | 0  | 8  | 28 | 40 | −12 | 6  |
| 6  | Haninge Anchors HC | 10 | 0 | 0  | 0  | 10 | 7  | 56 | −49 | 0  |

Tabelldata är hämtade från Svenska Ishockeyförbundet.
När serien var färdigspelad hade Sundsvall och SDE kvalificerat sig för SDHL. Senare beslutade dock Svenska Ishockeyförbundet att tvångsnerflytta Sundsvall till Damettan av organisatoriska skäl. Damhockeyn i Sundsvall hade nämligen brutits ut och bildat en egen förening. I Sundsvalls ställe fick Göteborg en plats i SDHL. 

## Resultattabell
| Hemma \ Borta      | FÄR | GÖT | HAN | BJÖ  | SUN  | SDE |
| Färjestad BK       | —   | 3–2 | 4–2 | 7–2  | 2–6  | 1–3 |
| Göteborg HC        | 5–0 | —   | 4–0 | 4–0  | 2–0  | 1–3 |
| Haninge Anchors HC | 0–4 | 2–5 | —   | 0–11 | 0–11 | 1–3 |
| IF Björklöven      | 1–3 | 1–6 | 4–1 | —    | 4–6  | 0–5 |
| Sundsvall Wildcats | 6–2 | 3–0 | 6–1 | 5–3  | —    | 4–3 |
| SDE HF             | 2–1 | 3–2 | 4–0 | 3–2  | 3–4  | —   |